# Gonzalo Rodríguez (pilote)
Pour les articles homonymes, voir Gonzalo Rodríguez.
Gonzalo Rodríguez, né le 22 janvier 1971 à Montevideo (Uruguay) et mort le 11 septembre 1999 sur le circuit de Laguna Seca (Californie), lors d'une épreuve du championnat CART, est un pilote automobile uruguayen.

## Biographie
Gonzalo Rodriguez s'est révélé sur la scène internationale en intégrant les rangs du championnat international de Formule 3000 en 1997. Troisième du classement général en 1998 avec deux victoires, il récidive en 1999 en s'imposant notamment à Monaco, la manche la plus prestigieuse de la saison. 
Fin 1999, en parallèle de sa saison de F3000, il est appelé par l'écurie Penske pour disputer deux épreuves du championnat CART. À Détroit au mois d'août, il termine douzième. A Laguna Seca, au mois de septembre, il est victime d'un accident lors des essais : à l'approche du célèbre virage en descente de Corkscrew, sa monoplace tire tout droit, heurte et passe par-dessus un muret de béton, avant de s'écraser en contrebas. Le pilote uruguayen est tué sur le coup des suites d'une rupture des vertèbres cervicales. L'enquête démontrera que la sortie de piste a été causée par une défaillance de ses freins. 
Peu de temps après, le 31 octobre, un autre pilote du championnat CART, Greg Moore, se tue sur l'ovale de Fontana, toujours en Californie.